# میرامبولا
میرامبولا (به انگلیسی: Merimbula) یک شهرک در استرالیا است که در نیو ساوت ولز واقع شده‌است.